# Kościół Świętego Michała Archanioła w Kaliszu
Kościół Świętego Michała Archanioła w Kaliszu – rzymskokatolicki kościół parafialny znajdujący się w Kaliszu, na osiedlu Dobro przy ulicy Dobrzeckiej.
Obecna świątynia została wybudowana w latach 1886–1887 w stylu anglo-gotyckim  na miejscu drewnianej wybudowanej w latach 1730–1733. 11 listopada 1886 świątynia została konsekrowana. Na początku ubiegłego stulecia w prezbiterium została namalowana polichromia przez Bronisława Wiśniewskiego.
W latach II wojny światowej Niemcy użytkowali kościół jako magazyn.
W 1976 roku wizytę w świątyni odbył metropolita krakowski Karol Wojtyła, zaproszony przez ówczesnego proboszcza ks. Andrzeja Bazińskiego. Porównał on kościół do katedry na Wawelu.